# Menk
Menk ist ein deutscher Familienname.

## Varianten
- Meinke, Mencke, Menke, Menken, Menkes

## Namensträger
- Gerhard Menk (1946–2019), deutscher Historiker und Archivar
- Ismail ibn Musa Menk (* 1975), islamischer Gelehrter aus Simbabwe
- Renate Menk (* 1948), deutsche Juristin, Richterin und Gerichtspräsidentin